# Village des Valeurs
 (juillet 2015).
Le Village des Valeurs est une chaîne de magasins d'articles d'occasion (thrift store) à but lucratif. La maison-mère, Savers inc., basée à Bellevue (Washington), possède plus de 315 magasins à travers les États-Unis, le Canada et l'Australie. Elle reçoit sa marchandise en achetant des vêtements et articles ménagers donnés à des associations à but non lucratif et par des dons directs par des individus. Le Village des Valeurs est aussi connu sous le nom de Value Village dans le Canada anglais et dans le Nord-Ouest Pacifique. En Australie et dans les autres régions des États-Unis, les magasins portent le nom de la maison-mère : Savers. Les propriétaires principaux sont Tom Ellison, fils du fondateur Bill Ellison, et Freeman Spogli & Co. Flim flam.

## Activités commerciales
Le plan d'affaire du Village des Valeurs est d'acheter les biens donnés à des organisations à but non lucratif locales pour les revendre. Celles-ci collectent et délivrent les biens à l'entreprise qui les paye à un taux en vrac, peu importe si les articles se rendent en magasin. Savers Inc. a plus de 140 partenaires à travers les États-Unis, le Canada et l'Australie. En 2012, la compagnie atteint 315 magasins et un chiffre d'affaires annuel de 1 milliard,.
Les articles qui sont jugés revendables sont affichés en magasin. Savers a aussi un programme de recyclage et essaie de recycler tout ce qui n'est pas vendu en magasin. La compagnie a des acheteurs à travers le monde pour ses produits recyclables et essaie de donner une seconde vie à la plus grande quantité possible de biens donnés.

## Controverse
Le procureur général du Minnesota poursuit la compagnie et affirme qu'elle fait une publicité mensongère aux donneurs. Il accuse Savers de ne donner qu'un très faible pourcentage des profits aux organisations caritatives partenaires, et rien pour les articles qui ne sont pas des vêtements. De plus, le procureur poursuit également les organisations caritatives partenaires pour n'avoir pas vérifié si Savers respectait les termes de leur contrat.
En 2015, plus de 10 000 personnes au Canada ont partagé une photo d'un manteau étiqueté à 199,99 $, qui circulait en ligne et suscitait la controverse. Les consommateurs avaient lancé une vague de boycott en dénonçant le message trompeur de l'entreprise, qui se donnait une image conscientisée tout en poursuivant des fins lucratives.